# Constanza (Rumania)
Constanza (en rumano: Constanța, pronunciado /kon'stan.ʦa/ⓘ; en griego antiguo: Tόμις Tomis, en latín: Tomis Constantiana; en griego moderno: Κωνστάντζα o Κωνστάντια) es una ciudad con estatus de municipiu de Rumanía. Es el puerto más grande del país, ubicado en la costa del mar Negro. Es la ciudad más grande de Dobruja y la capital del distrito de Constanza.
Constanza es una de las ciudades certificadas más antiguas de Rumanía. La primera atestación documental data del 657 a. C. cuando se formó una colonia griega llamada Tomis en el sitio de la actual península (y justo debajo de las aguas de hoy, junto al Casino). La ciudad fue conquistada por los romanos en el 71 a. C. y rebautizada como Flavia Iulia Constantia en honor a la hermana del emperador Constantino el Grande. Durante el siglo XIII, el Gran Mar (como se llamaba entonces al mar Negro) estaba dominado por comerciantes italianos de Génova, que ayudó al desarrollo de la ciudad. Posteriormente, Constanza sufrió un declive bajo el dominio otomano, convirtiéndose en un simple pueblo habitado por pescadores griegos y criadores de caballos y ovejas tártaros. La localidad volvió a ser una ciudad después de la construcción del ferrocarril Cernavoda-Constanza y el puerto, en 1865, para la exportación de granos rumanos. Después de la Guerra de la Independencia (1877-1878), cuando Dobrogea pasó a formar parte de Rumanía, Constanza, el principal puerto del estado, creció continuamente, ocupando este papel hasta hoy. 
El puerto de Constanza tiene una superficie de 39,26 km², tiene una longitud de casi 30 km, es el puerto más grande de la cuenca del mar Negro y ocupa el cuarto lugar en Europa.

## Geografía
Constanza se encuentra en el condado homónimo, al sureste de Rumania. En la costa del mar Negro, en un área de laguna al este, montañosa al norte y parte central, y llanura al sur y al oeste. La ciudad de Constanza tiene su propia playa de 6 km de largo. La parte norte del municipio, Mamaia, el centro turístico más poblado de la Costa, se encuentra a orillas de una laguna, con una playa de 7 km de largo, una playa que continúa por otros 6 km en el territorio de Năvodari.
El municipio limita con las localidades de Năvodari y Ovidiu al norte, con la comuna de Agigea al sur (con estas tres localidades pegadas), la ciudad de Murfatlar y la comuna de Valu lui Traian al oeste, la ciudad de Techirghiol y la comuna de Cumpăna al suroeste y el mar Negro al este. Constanza se divide en barrios: a los tradicionales como Anadolu (Anadol-Köy en turco), Tăbăcăria, Brotăcei, Faleza Nord, Coiciu, Palas, Medeea, Brătianu, Centru, Peninsula, Agigea o Viile Noi, se han añadido barrios o subdivisiones. nosotros como Tomis I, II, III y Nord, Matadero, CET, km 4, 4-5 y 5, South Cliff (Puerta 6) y otros nombres poéticos, legados de la «edad de oro». Los barrios no tienen autonomía administrativa, como es el caso de los sectores de Bucarest, y sus fronteras no están exactamente delimitadas.

### Aguas
Gran parte del municipio se encuentra en una zona de laguna, con el lago Siutghiol (lago lechoso en turco, antes conocido como «Limanul Canara» o «Ghiolul Mare» entre los habitantes de Constanza y «lago Mamaia» en idioma turístico) en el norte y el lago Tăbăcăriei («Ghiolul Mic») en el noreste. Constanza está prácticamente en una isla, el municipio limita al norte y noroeste con el canal Poarta Albă-Midia Năvodari, al este con el mar Negro y al sur y oeste con el Canal Danubio–Mar Negro.
Aunque no hay una fuente de agua corriente en la superficie, debajo de Constanța el agua subterránea del acuífero jurásico - Barremian superior, drena a una velocidad muy baja desde la dirección suroeste a noreste. Su caudal es comparable al del Danubio, siendo un importante depósito de agua potable que proporciona a la población de Constanza así como a los turistas, muchos en verano, el agua corriente necesaria, extraída a través de varias decenas de pozos. El consumo industrial se realiza a partir de la fuente superficial «Galeșu», ubicada en el canal Poarta Albă-Midia-Năvodari. Por ello, el municipio nunca ha estado en condiciones de restringir el consumo de agua potable., incluso en el pico de la temporada turística, debido a una ola de calor o una sequía prolongada. Además, Constanza es el único municipio de Rumania y una de las pocas ciudades del mundo que trata el agua potable para la población con rayos ultravioleta

### Clima
Constanza es una de las ciudades más cálidas de Rumania. Tiene un clima subtropical húmedo (Cfa), con influencias oceánicas y semiáridas. Hay cuatro estaciones distintas durante el año.
El clima de Constanza evoluciona sobre el fondo general del clima continental templado, presentando ciertas particularidades relacionadas con la posición geográfica y los componentes físico-geográficos del territorio. La existencia del mar Negro y, en menor medida, del Danubio, con una evaporación permanente del agua, asegura la humedad del aire y al mismo tiempo provoca la regulación de su calentamiento. Las temperaturas medias anuales son superiores a la media de Rumanía, con 11,2 °C. La temperatura mínima registrada en Constanza fue de −25 °C el 10 de febrero de 1929 y la máxima de 38,5 °C el 10 de agosto de 1927. Los vientos están determinadas por la circulación atmosférica general. Las brisas diurnas y nocturnas son características de todo el condado de Constanza.
El verano (de principios de junio a mediados de septiembre) es cálido y soleado, con un promedio de julio y agosto a 23 °C. La mayoría de los días de verano ven una brisa suave y vigorizante de temperaturas diurnas. Las noches son cálidas y algo lúgubres debido al calor almacenado por el mar.
El otoño comienza a mediados o finales de septiembre con días cálidos y soleados. Septiembre puede ser más cálido que junio, debido al calor acumulado por el mar Negro durante el verano. La primera helada se produce en promedio a mediados de noviembre.
El invierno es más suave que en otras ciudades del sur de Rumanía. La nieve no es abundante, pero el clima puede ser muy ventoso e inclemente. El invierno llega mucho más tarde que en el interior, y el clima de diciembre suele ser templado, con temperaturas altas que alcanzan los 8-12 °C. Enero es el mes más frío, con temperaturas promedio de 1 °C. Las tormentas de invierno, que ocurren cuando el mar se vuelve particularmente traicionero, son una ocurrencia común entre diciembre y marzo.
La primavera llega temprano, pero es genial. A menudo, en abril y mayo, la costa del Mar Negro es uno de los lugares más bellos de Rumanía que se encuentra a una altitud de menos de 500 m.
Cuatro de los siete años más cálidos desde 1889 han tenido lugar desde 2000 (2000, 2001, 2007 y 2008). El invierno y el verano de 2007 fueron, respectivamente, el más cálido y el segundo más cálido de la historia registrada, con promedios mensuales para enero de (6,5 °C) y para junio de (23 °C), estableciéndose récords. En general, 2007 fue el año más cálido desde 1889, cuando se comenzó a llevar registros del clima.
| Parámetros climáticos promedio de Constanța (1961–1990)                  | Parámetros climáticos promedio de Constanța (1961–1990) | Parámetros climáticos promedio de Constanța (1961–1990) | Parámetros climáticos promedio de Constanța (1961–1990) | Parámetros climáticos promedio de Constanța (1961–1990) | Parámetros climáticos promedio de Constanța (1961–1990) | Parámetros climáticos promedio de Constanța (1961–1990) | Parámetros climáticos promedio de Constanța (1961–1990) | Parámetros climáticos promedio de Constanța (1961–1990) | Parámetros climáticos promedio de Constanța (1961–1990) | Parámetros climáticos promedio de Constanța (1961–1990) | Parámetros climáticos promedio de Constanța (1961–1990) | Parámetros climáticos promedio de Constanța (1961–1990) | Parámetros climáticos promedio de Constanța (1961–1990) |
| Mes                                                                      | Ene.                                                    | Feb.                                                    | Mar.                                                    | Abr.                                                    | May.                                                    | Jun.                                                    | Jul.                                                    | Ago.                                                    | Sep.                                                    | Oct.                                                    | Nov.                                                    | Dic.                                                    | Anual                                                   |
| ------------------------------------------------------------------------ | ------------------------------------------------------- | ------------------------------------------------------- | ------------------------------------------------------- | ------------------------------------------------------- | ------------------------------------------------------- | ------------------------------------------------------- | ------------------------------------------------------- | ------------------------------------------------------- | ------------------------------------------------------- | ------------------------------------------------------- | ------------------------------------------------------- | ------------------------------------------------------- | ------------------------------------------------------- |
| Temp. máx. abs. (°C)                                                     | 18.3                                                    | 24.5                                                    | 30.8                                                    | 31.9                                                    | 36.9                                                    | 36.9                                                    | 38.5                                                    | 36.8                                                    | 34.8                                                    | 31.0                                                    | 26.5                                                    | 21.0                                                    | 38.5                                                    |
| Temp. máx. media (°C)                                                    | 3.7                                                     | 4.9                                                     | 8.1                                                     | 13.8                                                    | 19.3                                                    | 23.8                                                    | 25.9                                                    | 25.8                                                    | 22.4                                                    | 17.0                                                    | 11.6                                                    | 6.4                                                     | 15.2                                                    |
| Temp. media (°C)                                                         | 0.7                                                     | 1.9                                                     | 5.1                                                     | 10.3                                                    | 15.7                                                    | 20.0                                                    | 22.0                                                    | 21.8                                                    | 18.5                                                    | 13.4                                                    | 8.3                                                     | 3.5                                                     | 11.8                                                    |
| Temp. mín. media (°C)                                                    | -2.3                                                    | -1.0                                                    | 2.1                                                     | 6.9                                                     | 12.1                                                    | 16.2                                                    | 18.0                                                    | 17.9                                                    | 14.6                                                    | 9.8                                                     | 5.0                                                     | 0.5                                                     | 8.3                                                     |
| Temp. mín. abs. (°C)                                                     | -24.7                                                   | -25.0                                                   | -12.8                                                   | -4.5                                                    | 1.8                                                     | 6.4                                                     | 7.6                                                     | 8.0                                                     | 1.0                                                     | -12.4                                                   | -11.7                                                   | -18.6                                                   | -25.0                                                   |
| Precipitación total (mm)                                                 | 30                                                      | 29                                                      | 26                                                      | 30                                                      | 38                                                      | 40                                                      | 30                                                      | 33                                                      | 29                                                      | 31                                                      | 42                                                      | 38                                                      | 396                                                     |
| Nevadas (cm)                                                             | 7.0                                                     | 7.0                                                     | 4.2                                                     | 0.0                                                     | 0.0                                                     | 0.0                                                     | 0.0                                                     | 0.0                                                     | 0.0                                                     | 0.0                                                     | 5.5                                                     | 3.4                                                     | 27.1                                                    |
| Días de precipitaciones (≥ 1.0 mm)                                       | 5                                                       | 5                                                       | 5                                                       | 5                                                       | 6                                                       | 6                                                       | 5                                                       | 3                                                       | 3                                                       | 4                                                       | 6                                                       | 6                                                       | 59                                                      |
| Horas de sol                                                             | 83.4                                                    | 85.7                                                    | 133.9                                                   | 179.7                                                   | 264.1                                                   | 282.2                                                   | 319.9                                                   | 311.7                                                   | 241.1                                                   | 182.3                                                   | 101.1                                                   | 80.7                                                    | 2265.8                                                  |
| Humedad relativa (%)                                                     | 86                                                      | 85                                                      | 85                                                      | 83                                                      | 81                                                      | 78                                                      | 76                                                      | 77                                                      | 79                                                      | 82                                                      | 86                                                      | 88                                                      | 82                                                      |
| Fuente n.º 1: NOAA, Deutscher Wetterdienst (humidity, 1973–1993)         |                                                         |                                                         |                                                         |                                                         |                                                         |                                                         |                                                         |                                                         |                                                         |                                                         |                                                         |                                                         |                                                         |
| Fuente n.º 2: Romanian National Statistic Institute (extremes 1901–2000) |                                                         |                                                         |                                                         |                                                         |                                                         |                                                         |                                                         |                                                         |                                                         |                                                         |                                                         |                                                         |                                                         |

| Parámetros climáticos promedio de Distrito de Mamaia, Constanța (1981–2010) | Parámetros climáticos promedio de Distrito de Mamaia, Constanța (1981–2010) | Parámetros climáticos promedio de Distrito de Mamaia, Constanța (1981–2010) | Parámetros climáticos promedio de Distrito de Mamaia, Constanța (1981–2010) | Parámetros climáticos promedio de Distrito de Mamaia, Constanța (1981–2010) | Parámetros climáticos promedio de Distrito de Mamaia, Constanța (1981–2010) | Parámetros climáticos promedio de Distrito de Mamaia, Constanța (1981–2010) | Parámetros climáticos promedio de Distrito de Mamaia, Constanța (1981–2010) | Parámetros climáticos promedio de Distrito de Mamaia, Constanța (1981–2010) | Parámetros climáticos promedio de Distrito de Mamaia, Constanța (1981–2010) | Parámetros climáticos promedio de Distrito de Mamaia, Constanța (1981–2010) | Parámetros climáticos promedio de Distrito de Mamaia, Constanța (1981–2010) | Parámetros climáticos promedio de Distrito de Mamaia, Constanța (1981–2010) | Parámetros climáticos promedio de Distrito de Mamaia, Constanța (1981–2010) |
| Mes                                                                         | Ene.                                                                        | Feb.                                                                        | Mar.                                                                        | Abr.                                                                        | May.                                                                        | Jun.                                                                        | Jul.                                                                        | Ago.                                                                        | Sep.                                                                        | Oct.                                                                        | Nov.                                                                        | Dic.                                                                        | Anual                                                                       |
| --------------------------------------------------------------------------- | --------------------------------------------------------------------------- | --------------------------------------------------------------------------- | --------------------------------------------------------------------------- | --------------------------------------------------------------------------- | --------------------------------------------------------------------------- | --------------------------------------------------------------------------- | --------------------------------------------------------------------------- | --------------------------------------------------------------------------- | --------------------------------------------------------------------------- | --------------------------------------------------------------------------- | --------------------------------------------------------------------------- | --------------------------------------------------------------------------- | --------------------------------------------------------------------------- |
| Temp. máx. media (°C)                                                       | 3.7                                                                         | 5.0                                                                         | 8.3                                                                         | 14.0                                                                        | 19.5                                                                        | 24.0                                                                        | 26.1                                                                        | 26.0                                                                        | 22.6                                                                        | 17.1                                                                        | 11.6                                                                        | 6.5                                                                         | 15.4                                                                        |
| Temp. media (°C)                                                            | 0.7                                                                         | 2.0                                                                         | 5.1                                                                         | 10.4                                                                        | 15.7                                                                        | 20.0                                                                        | 22.1                                                                        | 21.9                                                                        | 18.5                                                                        | 13.3                                                                        | 8.2                                                                         | 3.5                                                                         | 11.9                                                                        |
| Temp. mín. media (°C)                                                       | -2.3                                                                        | -0.9                                                                        | 2.0                                                                         | 6.9                                                                         | 12.0                                                                        | 16.1                                                                        | 18.1                                                                        | 17.9                                                                        | 14.6                                                                        | 9.6                                                                         | 4.9                                                                         | 0.5                                                                         | 8.4                                                                         |
| Precipitación total (mm)                                                    | 30                                                                          | 29                                                                          | 27                                                                          | 32                                                                          | 39                                                                          | 43                                                                          | 35                                                                          | 32                                                                          | 35                                                                          | 32                                                                          | 43                                                                          | 37                                                                          | 414                                                                         |
| Días de precipitaciones (≥ 1.0 mm)                                          | 5                                                                           | 5                                                                           | 5                                                                           | 5                                                                           | 6                                                                           | 6                                                                           | 5                                                                           | 3                                                                           | 3                                                                           | 4                                                                           | 7                                                                           | 6                                                                           | 60                                                                          |
| Fuente: climate-data.org                                                    |                                                                             |                                                                             |                                                                             |                                                                             |                                                                             |                                                                             |                                                                             |                                                                             |                                                                             |                                                                             |                                                                             |                                                                             |                                                                             |

## Historia
Las numerosas inscripciones encontradas en la ciudad y su vecindad muestran que Constanza se encuentra donde estaba situada la ciudad de Tomis. Tomis (también llamada Tomi) fue una colonia griega en la provincia de Escitia a orillas del mar Negro, fundada alrededor del 500 a. C. por los intercambios comerciales con las poblaciones daco-géticas locales.
Probablemente el nombre deriva del griego Τόμη que significa corte, sección. Según la Biblioteca mitológica de Apolodoro fue fundada por Eetes:

Ante la audacia de Medea, intentó alcanzar la nave (el Argos). Medea, al verlo cerca, asesinó a su hermano y despedazado lo arrojó al mar. Eetes se retrasó en la persecución por recoger los pedazos del niño. Entonces emprendió el regreso y enterró los miembros rescatados en un lugar al que llamó Tomis.
Biblioteca mitológica I, 9, 24

Según Jordanes (después Casiodoro), la fundadora de la ciudad fue una reina masageta:

Tras su victoria contra Ciro el Grande y habiendo ganado muchos botines a sus enemigos, la reina Tomiris cruzó a Moesia, la cual es llamada actualmente Escitia Menor —nombre prestado de la Gran Escitia—, y construyó en la orilla moesia del mar Negro la ciudad de Tomi, llamada así por ella misma.

En el 29 a. C. los romanos anexionaron desde la región de los odrisios hasta más allá del Danubio, bajo el nombre de Limes Scythicus. En el año 8, el poeta romano Ovidio (43 a. C.—17) fue desterrado aquí por Augusto, donde murió ocho años más tarde, alabando la ciudad de Tomis en sus poemas. Hay una estatua de Ovidio en la plaza de Ovidio (Piața Ovidiu) de Constanza, enfrente del Museo de Historia (el antiguo ayuntamiento). La ciudad fue después incluida en la provincia de Moesia y, desde la época de Diocleciano, en Escitia Menor, de la cual fue la metrópolis. Tras la división del Imperio romano, Tomis cayó bajo el dominio del Imperio bizantino.
Tomis fue posteriormente renombrada como Constantiana en honor de Constantia, la hermanastra de Constantino el Grande (274-337). La primera vez que se usó el nombre de Κωνστάντια («Constantia») fue en 950. La ciudad se extendía hacia el mar hasta la muralla de Trajano, y fue circunvalada con fortificaciones. Sucesivamente formó parte del Imperio búlgaro, el principado independiente de Dobrotitsa (Dobrotici) y de Valaquia bajo Mircea el Viejo; Constanza cayó bajo el dominio del Imperio otomano sobre 1419.
Una vía férrea de Constanza a Cernavodă fue abierta en 1860. Un impresionante edificio público (originariamente un edificio portuario) ha sido excavado, y contiene substanciales restos de uno de los más largos pavimentos de mosaico del mundo. En 1878, tras la guerra de Independencia rumana, Constanza y el resto de Dobruja Septentrional fue cedida por el Imperio otomano a Rumania. La ciudad se convirtió en el principal puerto marítimo de Rumania y punto de tránsito para muchas de las exportaciones rumanas. En octubre de 1916, durante la Primera Guerra Mundial, Constanza fue ocupada por las Potencias Centrales (tropas alemanas, turcas y búlgaras). Según el tratado de Bucarest de mayo de 1918, artículo 10.b (tratado que nunca ha sido ratificado por Rumania), Constanza quedaba bajo el control de las Potencias Centrales. La ciudad fue liberada por las tropas aliadas en 1918 después de una triunfal ofensiva en el frente de Tesalónica que dejó a Bulgaria fuera de la guerra.

### Edad Media y época moderna
El llamado «faro genovés» terminado en 1860, sobre un pedestal genovés alrededor de 1300.
| La historia de la membresía estatal Rumania 1878-presente Imperio Otomano 1418-1878 País Rumano 1389-1418 Despotado Dobrogea 1325-1389 Imperio Bizantino desde 1280 a 1325 Segundo Imperio Búlgaro desde 1185 a 1280 Bizancio 918-1185 Imperio Búlgaro 864-918 Khanate Búlgaro Danubio 681-864 Imperio Romano de Oriente 285-681 Imperio Romano 27 BC-285 AD República romana 44 a. C.-27 a. C. Colonia milenaria griega del siglo VI a. C..-44 a. C. |

Durante la Edad Media, Constantiniana reaparece como Constanza como uno de los mercados genoveses en el mar Negro . Los comerciantes y armadores genoveses se asentaron en la península y utilizaron piedras antiguas para construir una nueva fortificación a lo largo de la actual calle Sulmona. Hasta el día de hoy, sigue siendo una base sobre la que se construyó más tarde el llamado «faro genovés». Después de la disolución del Segundo Imperio Búlgaro, siguió el período de la independencia de Dobrogea y un breve gobierno de Valaquia, durante la época de Mircea el Viejo. Al principio del siglo XV, Dobrogea, junto con Constanza, fueron conquistados por el Imperio otomano, que nombró a la pequeña ciudad Küstence (pronunciado Küstenge). La importancia de la localidad disminuye, porque los turcos habían roto las relaciones comerciales con las repúblicas marítimas de la península italiana.
En 1855, cuando la flota anglo-francesa partió hacia Crimea contra Rusia, se detuvo aquí para tomar agua y bocadillos (carne de oveja). Constanza, como la describió la Dra. Camille Allard, se extendía solo en la península, al sureste. de la actual calle Negru-Vodă; al noroeste de este límite había rediles, molinos, pastos y viñedos. La ciudad estaba habitada por pescadores griegos, rumanos y turcos, comerciantes y artesanos griegos, rumanos, turcos, armenios, judíos y malteses, pastores rumanos y tártaros, jardineros rumanos, búlgaros y gagauz. En 1865 los británicos completan el ferrocarril Cernavoda-Constanza para la exportación de cereales de las tierras rumanas (construido por la empresa “Danubio y Mar Negro”); Gran Bretaña tenía un consulado en la ciudad que, en 1861, ayudó al explorador inglés Samuel White Baker y su consorte, Florica Maria Sas, a obtener documentos (bajo el nombre de Florence Finnian para FM Sas) para abandonar el Imperio otomano (más tarde, se vuelven famosos al explorar juntos las fuentes del Nilo). El dominio otomano termina después de la guerra ruso-turca de 1877-1878, cuando, por decisión del Congreso de Berlín en 1878, se convierte en una provincia del reino rumano de Dobrogea. Después de 1878, la población rumana aumenta significativamente con la llegada del ejército, la administración, la educación y la marina de los rumanos. 
Entre 1873 y 1883, los colonos de origen alemán, conocidos como alemanes de Dobrogea, se agregaron a la población de Constanza. La mayoría abandonó la ciudad en 1940, siendo reubicados a la fuerza en la Alemania nazi, bajo el lema Heim ins Reich (hogar en el Reich).

### Reino de Rumanía
Después de que Dobrogea se convirtiera en parte de Rumanía, comenzó un período de desarrollo urbano de Constanza, relacionado con la posterior rumanización de la costa, donde hasta entonces los rumanos habían sido una minoría de tártaros, turcos y circasianos (siendo sólo una de las minorías cristiano-ortodoxas junto con los griegos, lipovanos, búlgaros y gagaúzos). La ciudad, llamada por el rey Carol I «el pulmón de Rumanía», se convirtió en el principal puerto del país después de que Anghel Saligny construyera el Puente de Cernavodă (1895). Luego se sentaron las bases del Servicio Marítimo Rumano. Se abrió una línea marítima a Estambul, luego se extendió a Alejandría y se la llamó «línea oriental». El puerto fue modernizado y desarrollado según el plan de reconstrucción entre 1895 y 1909. Se han construido carreteras y ferrocarriles adicionales que conectan Constanza con la capital y el resto del país. Este fue un período de prosperidad para el Servicio Marítimo Rumano, cuyos barcos navegaban no solo en la «línea oriental» sino también en la «línea occidental» (a Marsella y Róterdam) y en la «línea del archipiélago» (a El Pireo y Salónica).
La ciudad sufrió mucho durante la participación de Rumanía en la Primera Guerra Mundial (1916-1918). Muchos edificios de valor histórico fueron destruidos por las fuerzas alemanas y búlgaras. Estos eventos pusieron fin al período de desarrollo más rápido en toda la historia de Constanza. Sin embargo, después de la guerra, la ciudad mantuvo su papel. En el período de entreguerras, el 70 % del tráfico marítimo rumano se concentró en el puerto de Constanza. Fue entonces cuando se construyó el astillero, que fue la empresa más fuerte de la región hasta la Segunda Guerra Mundial.
Rumanía entró en la Segunda Guerra Mundial como aliado de las potencias del Eje. Así, el puerto de Constanza cobró importancia estratégica, siendo bombardeado por los soviéticos. El 23 de agosto de 1944, Rumania se puso del lado de los Aliados. Sin embargo, Constanza fue saqueada por el Ejército Rojo cuando las fuerzas soviéticas invadieron el país. La Unión Soviética confiscó la flota rumana casi en su totalidad y sometió el puerto a los intereses soviéticos.

### Después de la Segunda Guerra Mundial
Durante el periodo comunista, Constanza mantuvo su condición de puerto rumano más importante, que se desarrolló y al que se le dio la importancia necesaria. Mientras tanto, la ciudad misma se desarrolló, especialmente entre 1960 y 1975, debido a la rápida industrialización al estilo soviético. Se amplió el astillero, se desarrolló la flota comercial y se construyeron muchas fábricas. Asimismo, se notó el potencial de Constanza como centro turístico y se inició la construcción de la infraestructura necesaria en la propia ciudad y en Mamaia.

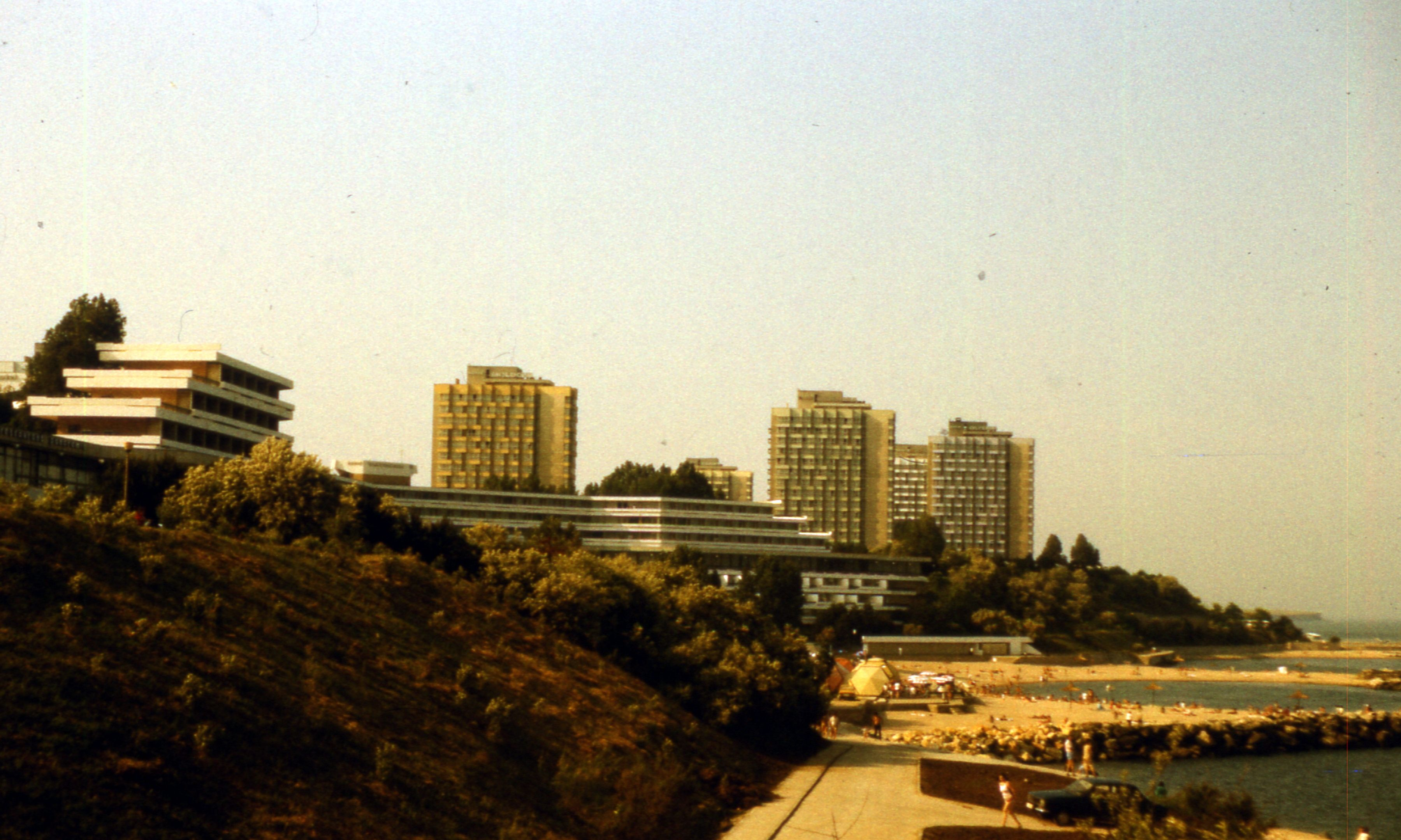
Vista de la zona turística en 1988.

Durante la revolución de 1989 en Constanza hubo 32 muertos y 116 heridos. La ciudad fue, junto con Cluj , uno de los centros secundarios de la revolución, siendo superada en número de víctimas solo por Timișoara, Brașov, Sibiu y Bucarest.
En la actualidad, Constanza sigue siendo la ciudad portuaria más importante de la costa rumana del mar Negro y el segundo puerto más grande del mar Negro en la Unión Europea, después de Varna. A pesar de la importancia de la función turística del municipio, su patrimonio arquitectónico y cultural se ha mantenido intacto, como lo demuestra el estado de los monumentos del centro histórico (el más conocido es el casino); en 2015, la ciudad perdió su posición como el segundo objetivo más visitado del país después de la capital, en beneficio de Brașov.

## Población

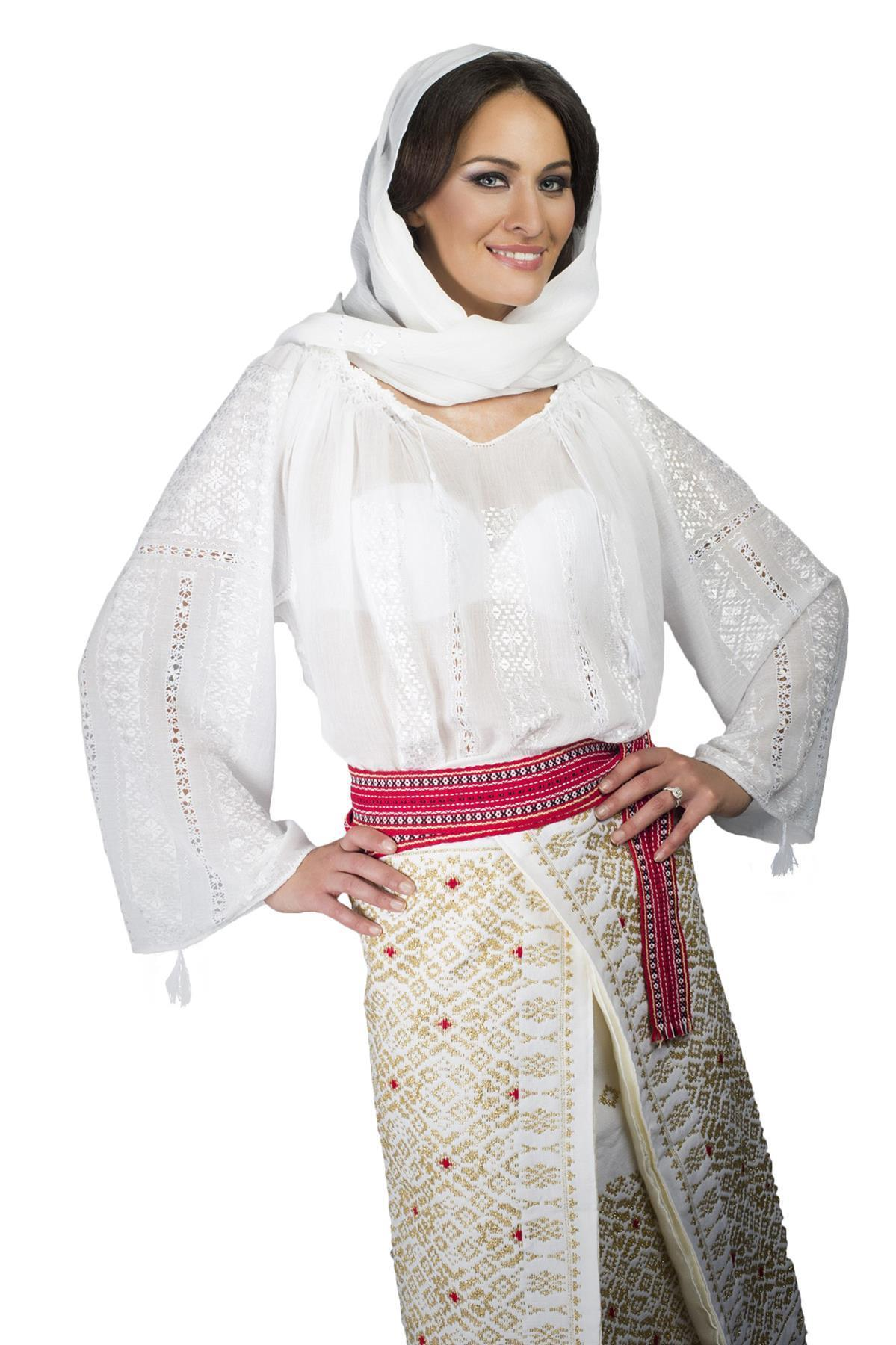
Mujer de Constanza en traje tradicional.

Aunque la población de Constanța esté constituida principalmente por rumanos, existe una importante diversidad étnica y también existen grupos como turcos, tártaros, griegos, armenios, alemanes y arumanos.
Según el censo de 2011, la población del municipio de Constanța es de 283 872 habitantes, cifra inferior al censo anterior de 2002, cuando se registraron 310 471 habitantes. La mayoría de los habitantes son rumanos (83,11 %). Las principales minorías son los tártaros (2,6 %) y los turcos (2,3%). En el caso del 10,36 % de la población, se desconoce la etnia. Desde un punto de vista confesional, la mayoría de la población es ortodoxa (83,04 %), con una minoría de musulmanes (5,13 %). Para el 10.43 % de la población, se desconoce la afiliación confesional.
| Etnicidad | 1853          | 2002             |
| --------- | ------------- | ---------------- |
| Total     | 5204          | 310 471          |
| Rumanos   | 279 (5.4 %)   | 286 332 (92.2 %) |
| Tártaros  | 1853 (35.6 %) | 8724 (2.8 %)     |
| Griegos   | 1542 (29.6 %) | 546 (0.17 %)     |
| Turcos    | 104 (2.0 %)   | 9018 (2.9 %)     |
| Búlgaros  | 342 (6.5 %)   | 48 (0.01 %)      |
| Judíos    | 344 (6.6 %)   | 44 (0.01 %)      |
| Gitanos   | 127 (2.4 %)   | 2962 (0.95 %)    |

## Política y gobierno
Constanza es administrada por un alcalde y un consejo local compuesto por 27 concejales. El alcalde, Vergil Chițac, del Partido Nacional Liberal, fue elegido en 27 de septiembre de 2020.

## Transporte
|  | Aeropuerto                                   | Código IATA | Código OACI |
|  | -------------------------------------------- | ----------- | ----------- |
|  | Aeropuerto Internacional Mihail Cogălniceanu | CND         | LRCK        |

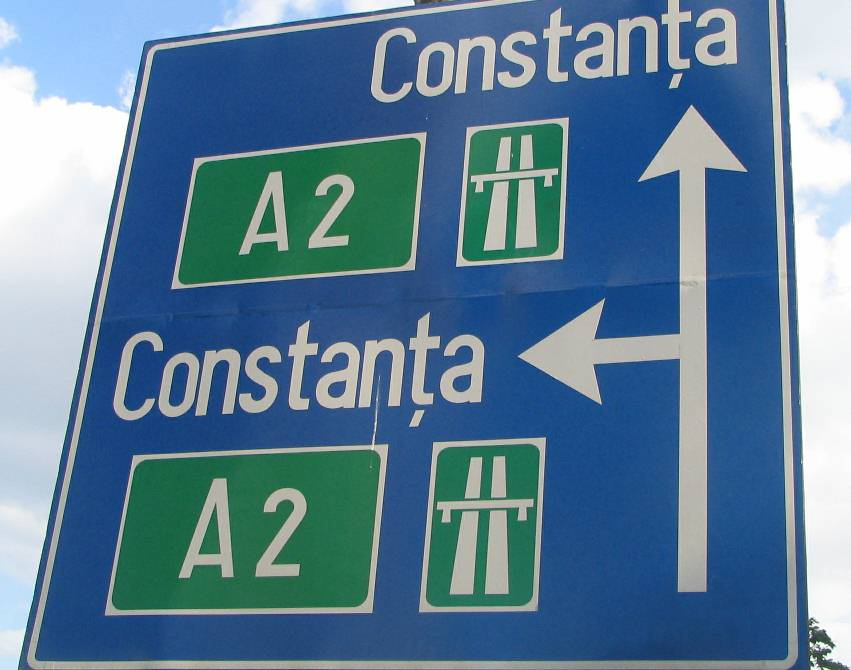
Autovía A2 hacia Constanza.

La inauguración, en 1895, del ferrocarril a Bucarest, el cual cruza el Danubio por un puente en Cernavodă, condujo a Constanza a un considerable tránsito comercial de grano y petróleo, en gran parte exportados; carbón y coque encabezan la lista de las importaciones, seguidas de maquinaria, hierro, y tejidos de algodón y lana.
La autovía A2, que une Constanza con Bucarest, está casi completada. Actualmente, va desde Bucarest hasta Feteşti y está planeado inaugurar el tramo hasta Constanza próximamente.
El puerto de Constanza, con un faro en la entrada, está bien protegido frente a los vientos del norte, pero algunos desde el sur, sureste y suroeste provocan a veces serios peligros. La escuadra de la flota rumana del mar Negro está estacionada aquí. Un largo canal conecta el mar Negro, en Constanza, con el Danubio.
El sistema de transporte público de Constanza lo lleva Regia Autonomă de Transport în Común Constanţa (RATC), y consta de 17 líneas de autobús, 2 líneas de tranvía y 2 líneas de trolebús. En los años 2000, la ciudad trajo 130 nuevos autobuses MAZ, para reemplazar los envejecidos autobuses DAC. El 90 % de los autobuses de la flota son actualmente nuevos, y por lo general están pintados con colores brillantes, como rosa, amarillo y verde.

### Área metropolitana
El municipio, las ciudades y las comunas del condado de Constanza están incluidas en el área metropolitana de Constanza. El área metropolitana de Constanza se estableció a principios de 2007. Está compuesta de catorce localidades: Constanza, otras cinco ciudades y ocho comunas. Concentra a la mayoría de los habitantes del condado de Constanța (387 593).

### Condado
Constanza es la sede del condado del mismo nombre. El condado de Constanza es el condado más urbanizado de Rumania . La población que vive en las ciudades es de 539 902 habitantes, repartidas en tres municipios (Constanza, Medgidia y Mangalia) y ocho ciudades (Cernavodă, Eforie, Hârșova, Murfatlar, Năvodari, Negru Vodă, Ovidiu y Techirghiol). Además de las áreas urbanas, también se compone de 59 comunas. Tiene una población de 684 082 habitantes y una superficie de 7071,29 km, ocupa el quinto lugar en población y el séptimo en superficie entre las provincias del país. Limita con el Călăraşi, el Ialomita, el Condado de Braila, el Condado de Tulcea, así como con el litoral del Mar Negro y las regiones búlgaras de Silistra y Dobrich.

## Economía

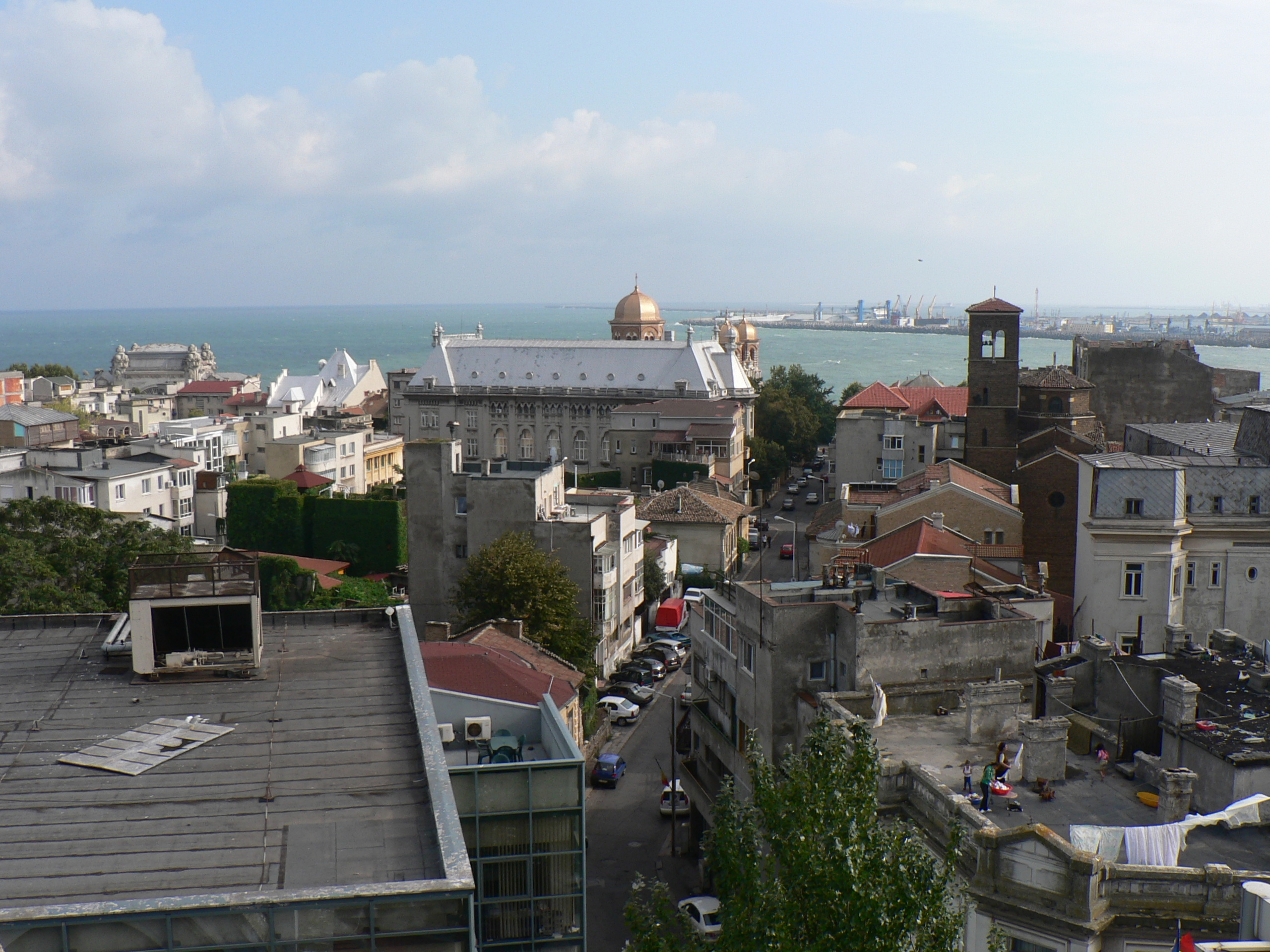
Vista de Constanza en la actualidad, con el puerto al fondo.

Constanza es un centro industrial, comercial y turístico de importancia nacional. Aquí se encuentra el puerto más grande de Rumania y el decimosexto de Europa, donde opera el astillero, uno de los más grandes en términos de número de barcos construidos y reparados.
El turismo se está convirtiendo en una rama importante de la actividad económica. Aunque Constanza ya fue promovida como balneario por el rey Carol I, el desarrollo de la industria naval tuvo el efecto de reducir las playas. Sin embargo, debido a su ubicación cerca de los centros turísticos, muchas personas descubren y visitan los monumentos de la ciudad. Constanza es también un semillero de comercio y educación, que son aspectos importantes de la economía local.

## Cultura
Las primeras fotografías en las que aparece Constanza fueron tomadas por el fotógrafo francés Anatole Magrin (1858-1921). En 2010, el Museo de la Marina de Rumania lanzó el álbum de fotos realizado por Anatole Magrin. Al ser una de las mayores ciudades de Rumania, es también un foco cultural de importancia nacional. Aquí se encuentra el edificio del Museo de Historia y Arqueología Nacional con la estatua de Ovidio, y operan el Teatro Estatal de Constanța, establecido en 1951, y el Teatro Nacional de Ópera y Ballet Oleg Danovski, fundado en 2004 gracias a la reorganización de varias instituciones existentes en ese momento. Constanza es también conocida por otros muchos museos: el Museo de Arte Popular, el Museo de Historia y Arqueología Nacional, el Museo del Mar, el Museo del Puerto de Constanza, el Museo de Escultura "Ion Jalea" y el Museo de Ciencias Naturales. Este último se compone de seis secciones: el delfinario, el planetario, el observatorio astronómico, las micro-reservas y la exhibición de aves exóticas y decoración, el acuario y el museo de la marina.
En el centro histórico de Constanza se pueden encontrar ejemplos de varios estilos arquitectónicos. Muchos edificios decorados, construidos entre 1878 y 1930, fueron demolidos o derrumbados, como el Casino, uno de los mejores ejemplos de arquitectura art nouveau en Rumanía, considerado el símbolo de la ciudad. La antigua mezquita y la Gran Sinagoga de Constanza se han conservado hasta hoy, pero el Templo Sefardí de Constanza fue demolido en la década de 1980. La Gran Mezquita, construida en 1910 en estilo morisco, está en funcionamiento y se puede visitar. El edificio romano del siglo II o el llamado faro genovés (construido en 1860 por el ingeniero francés de origen armenio Artin Aslan, encargado por la empresa inglesa "Danube and Black Sea Railway co. Limited" sobre el pedestal genovés de la Edad Media) son, junto con la iglesia griega en Bd. Mircea cel Bătrân, los edificios más antiguos de la ciudad. También hay varios monumentos, por ejemplo, la loba capitolina, la estatua de Ovidio y el busto de Mihai Eminescu ubicado en el paseo marítimo. También se ha conservado el antiguo ayuntamiento, ahora Museo de Historia y Arqueología Nacional, y recientemente se ha renovado el edificio del Museo de la Marina.

## Deportes
| Equipo                | Deporte | Competición | Estadio         | Creación |
| --------------------- | ------- | ----------- | --------------- | -------- |
| FC Viitorul Constanța | Fútbol  | Liga I      | Stadionul Farul | 2009     |
| FC Farul Constanța    | Fútbol  | Liga II     | Stadionul Farul | 1920     |

## Educación
- Universitatea Ovidius
- Universitatea Maritima din Constanza
- Academia Navala "Mircea cel Bătrân"

## Ciudades hermanadas
Constanța se encuentra hermanada con las siguientes ciudades:
- Alejandría (Egipto)
- Boulogne-sur-Mer (Francia)
- Brest (Francia)
- Dobrich (Bulgaria)
- Estambul (Turquía)
- Heraklion (Grecia)
- Esmirna (Turquía)
- La Habana (Cuba)
- Latakia (Siria)
- Mobile (Estados Unidos)
- Odesa (Ucrania)
- Róterdam (Países Bajos)
- Santos (Brasil)
- Shanghái (China)
- Sidón (Líbano)
- Sulmona (Italia)
- Tesalónica (Grecia)
- Trapani (Italia)
- Turku (Finlandia)
- Yokohama (Japón)